# プライム・リブ
プライム・リブは、牛肉のリブ（あばら肉）を塊のまま切り分けたもの。またそれをローストした料理。

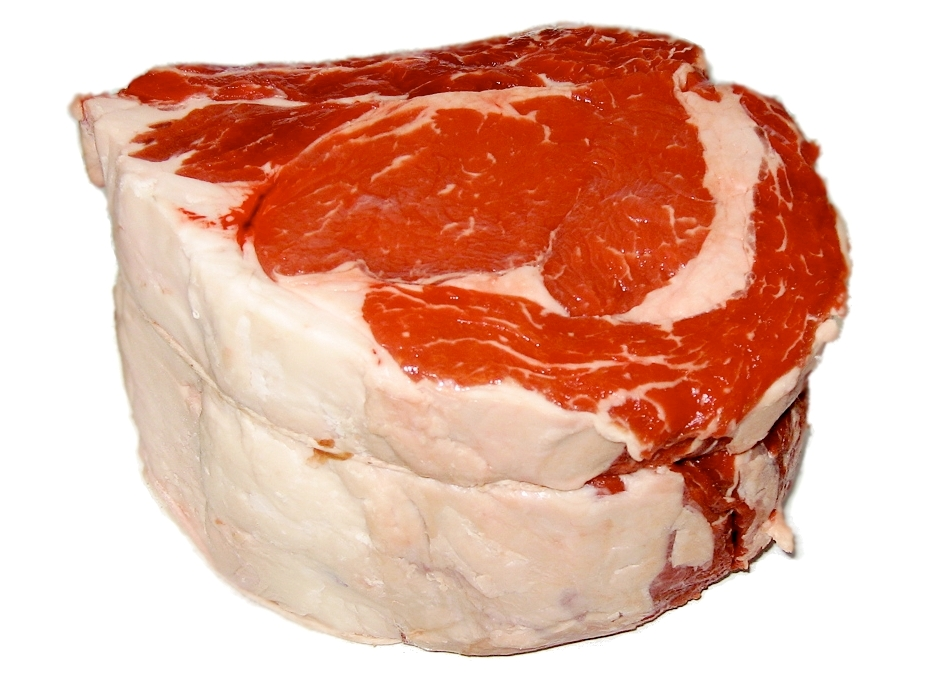

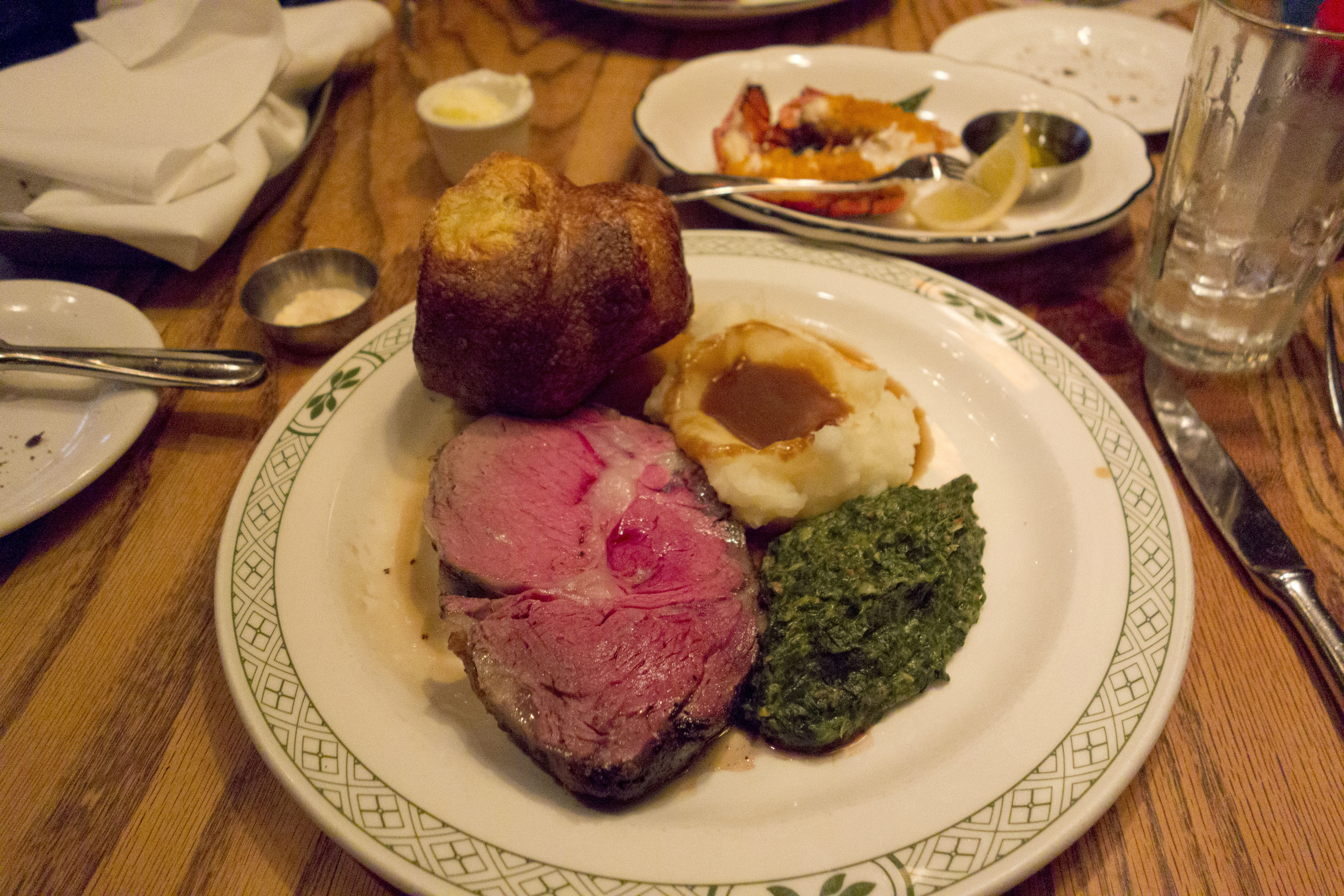

ローストを前提とするカットであり、それ自体で自立する大きさであるためスタンディング・リブ・ロースとも呼ばれる。
原義は「上質のあばら肉」という意味だが、必ずしも肉のグレードを意味する言葉ではなく、牛肉のカットのひとつ、それを塊のままローストした料理を意味する用語として使われている。
プライム・リブを肉のグレードとして解釈した場合は、薄く切り分けステーキとしてグリルあるいはパン・フライされることもあるが、通常の場合メニューにプライムリブとあれば、塊のままローストした肉を温かく保温された状態でスライスして供されるのが通例である。
ソースはとろみを加えないオージューが一般的で、薬味としてホースラディッシュが添えられる。